# Закон Грассмана (лингвистика)
Закон Грассмана, названный в честь его первооткрывателя Германа Грассмана, описывает диссимиляционный фонологический процесс в древнегреческом языке и санскрите и гласит: если за придыхательным согласным следует другой придыхательный согласный в следующем слоге, первый теряет придыхание. Описательная версия была дана для санскрита Панини.
Вот несколько примеров на греческом языке эффектов закона Грассмана:
- /tʰy-ɔː/ др.-греч. θύω 'Я приношу в жертву (животное)'; /e-tý-tʰɛː/ др.-греч. ἐτύθη 'он был принесен в жертву'
- /tʰrík-s/ др.-греч. θρίξ 'волосы'; /tríkʰ-es/ др.-греч. τρίχες 'волосы'
- /tʰápt-ein/ др.-греч. θάπτειν 'хоронить (настоящее)'; /tápʰ-os/ др.-греч. τάφος 'могила'

При редупликации, которая образует совершённое время как в древнегреческом, так и в санскрите, если начальная согласная придыхательная, то предшествующая согласная не придыхательная по закону Грассмана. Например, /pʰy-ɔː/ др.-греч. φύω 'я расту': /pe-pʰyː-ka/ др.-греч. πέφυκα 'я вырос'.
Тот факт, что деаспирация в древнегреческом языке произошла после изменения праиндоевропейских *bʰ, *dʰ, *gʰ на /pʰ, tʰ, kʰ/ (пра-и.е. *bʰn̥ǵʰús > др.-греч. παχύς (pakhús) не bakhús, а санскр. बहु (bahú)) и тот факт, что все другие индоевропейские языки не применяют закон Грассмана, говорят о том, что он был разработан отдельно в древнегреческом и санскрите (хотя вполне возможно, что это произошло в результате ареального влияния, распространенного по тогдашней смежной греко-арийской области) и, таким образом, не был унаследован от праиндоевропейского.
Кроме того, закон Грассмана в древнегреческом языке также влияет на придыхательный /h-/ < *s-, который был разработан специально в греческом языке, но не в санскрите или большинстве других индоевропейских языков. (Например, *ségʰō > *hekʰō > ἔχω /ékʰɔː/ «я имею», с диссимиляцией *h…kʰ, но будущее время *ségʰ-sō > ἕξω /hék-sɔː/ «я буду иметь» не было затронуто, так как придыхание было утрачено перед /s/.) Свидетельства из других языков не являются строго отрицательными: многие ветви, включая ближайшего родственника санскрита, иранский, объединяют протоиндоевропейские звонкие придыхательные и непридыхательные взрывные, поэтому невозможно сказать, действовал ли когда-либо в них закон Грассмана.
По словам Филипа Де Декера, закон Грассмана еще не действовал в микенском греческом языке, и почти наверняка он появился позднее 1200 г. до н. э.; он мог даже появиться после периода гомеровского древнегреческого языка.

## В греческом языке
В греческом койне в случаях, отличных от редупликации, чередования с участием губных и велярных согласных полностью нивелированы, и закон Грассмана остается в силе только для чередования между /t/ и /tʰ/, как в последних двух примерах выше. (Не имеет значения, продолжает ли рассматриваемый /tʰ/ пра-и.е. *dʰ или *ɡʷʰ.)
Таким образом, наряду с парой ταχύς /takʰýs/ 'быстрый' : θάσσων /tʰássɔːn/ 'быстрее', отображающей закон Грассмана, в греческом языке есть пара παχύς /pakʰýs/ 'густой' : πάσσων /pássɔːn/ 'густее' от праиндоевропейского этимона *bʰn̻ɡʰ- (установленного родственными формами, такими как санскр. बहु /bahú-/ 'обильный', поскольку *bʰ единственная точка пересечения между греческим /p/ и санскритским /b/), в которой /p/ в сравнительной степени является результатом выравнивания. Аналогично, πεύθομαι /peútʰomai/ ~ πυνθάνομαι /pyntʰánomai/ 'узнать' от пра-и.е. *bʰeudʰ- имеет будущее πεύσομαι /peúsomai/. Однако только /tʰ/ диссимилируется перед аспирированными аффиксами, такими как страдательный аорист в /-tʰɛː/ и повелительное наклонение в /-tʰi/; /pʰ/ и /kʰ/ не диссимилируются, как в φάθι /pʰátʰi/ 'говори!'.

## Корни с придыханием
Такие случаи, как /tʰrík-s/ ~ /tríkʰ-es/ и /tʰáp-sai/ ~ /tapʰ-eîn/, иллюстрируют явление корней с придыханием, для которых были даны два различных анализа.
В одном из отчетов, базовой теории с придыханием, базовыми корнями считаются /tʰrikʰ/ и /tʰapʰ/. Когда сразу следует /s/, край слова или различные другие звуки, второе придыхание теряется, и поэтому первое придыхание сохраняется (/tʰrík-s/, /tʰáp-sai/). Если за вторым придыханием следует гласная, второе придыхание сохраняется без изменений, и первое придыхание таким образом теряется по закону Грассмана (/tríkʰ-es/, /tápʰ-os/).
Другой аналитический подход был принят индийскими грамматиками. Они взяли корни, лежащие в основе /trikʰ/ и /tapʰ/. Корни остаются неизменными в /tríkʰ-es/ и /tapʰ-eîn/. Если следует /s/, это вызывает возврат придыхания, и придыхание перемещается влево, прикрепляясь к начальному согласному (/tʰrík-s/, /tʰáp-sai/).
В своей первоначальной формулировке закона Грассман кратко ссылался на возврат придыхания, чтобы объяснить, казалось бы, аберрантные формы. Однако среди современных исторических лингвистов консенсус заключается в том, что первое объяснение (базовое представление) является правильным, поскольку возврат придыхания потребовал бы множественных корневых форм для одного и того же основного корня в разных языках, когда придыхание следует в следующем слоге (*d для санскрита, *t для греческого, *dʰ для протогерманского и протоиталийских, которые не имеют диссимиляции), но базовый диаспират допускает единую корневую форму, с *dʰ для всех языков.

## Другие языки
Процессы, подобные закону Грассмана, продолжают работать в среднеиндоарийском языке, хотя они имеют тенденцию быть непоследовательными в отношении направления, например, санскр. स्कन्ध (скандха) → кхандха → ассамский কান্ধ (канд), но भ्रष्ट (бхрашта) → бхатха → ভাটা (бхата).
Известно, что процесс, аналогичный закону Грассмана, происходит в Офо, вымершем и недостаточно документированном сиуанском языке. Закон обнаруживается в таких соединениях, как:
- óskha ('журавль') + afháⁿ ('белый') → oskạfha ('белая цапля')

Подобное явление встречается в мейтей (тибето-бирманский язык), в котором Придыхательный согласный становится придыхательным, если ему предшествует придыхательный согласный (включая /h/, /s/) в предыдущем слоге. Придыхательные согласные затем озвучиваются между сонорными.
- /tʰin-/ ('пронзить') + /-kʰət/ ('вверх') → /tʰinɡət/ ('пронзить вверх')
- /səŋ/ ('корова') + /kʰom/ ('вымя') → /səŋɡom/ ('молоко')
- /hi-/ ('обрезка') + /-tʰok/ ('наружу') → /hidok/ ('обрезка наружу')

Хадза, на котором говорят в Северной Танзании, демонстрирует закон Грассмана в своем лексиконе, но большинство очевидно, в редупликации:
- /tʃe-tʃʰeʔe-mae/ 'смотреть друг на друга', от /tʃʰeʔe/ 'смотреть'

В хадза /h/ не влияет на придыхание.
Похожий эффект имеет место в языках коти и других махува, где он был назван законом Катуфы в Schadeberg (1999). Если два придыхательных согласных объединяются в одну основу, первый теряет придыхание. Эффект особенно заметен в удвоенных словах: kopikophi 'ресница'; piriphiri 'перец' (ср. суахили 'piripiri'); okukuttha 'вытирать'. Это немного отличается от греческого и санскрита, в том, что два слога не обязательно должны быть соседними.
В четырех языках салишского языка салиш-спокан-калиспела, оканагана, шусвапа и тилламука наблюдается схожий процесс, влияющий на абруптивные, а не аспирационные согласные, который называется «законом Грассмана для салишского языка», например, шусвап, лежащий в основе /x-tʼək-tʼəkʔ-éχn/ «костыли» → поверхность /xtəktʼəkʔéχn/.